# 固相マイクロ抽出

SPME

固相マイクロ抽出（こそうマイクロちゅうしゅつ、英: solid-phase microextraction、略称: SPME） は、実験室および現地で用いられる試料調製技術である。1990年代初頭にウォータールー大学のw:Janusz Pawliszynのグループによって開発された技術であり、溶媒を必要としない単純かつ安価な抽出法である。
SPMEは、裏返しとなった非常に短いガスクロマトグラフィーと考えることができる。SPMEでは抽出相（液体〔ポリマー〕あるいは固体〔吸着剤〕）で覆われたファイバーが用いられる。これらの抽出相は異なる種類の媒質（液相あるいは気相）から異なる種類の検体（揮発性および不揮発性）を抽出する。ファイバーによって抽出される検体の量は平衡に達している限りは試料中の濃度に比例する。平衡に達する前の短い時間の場合は対流あるいは撹拌が用いられる。抽出後、SPMEファイバーは（ガスクロマトグラフィーといった）分離装置の注入ポートに移され、この装置において検体の脱着が起こり、分析が実行される。
SPMEの魅力は、抽出が高速かつ単純であり、大抵溶媒を用いずに行うことができ、ある化合物では検出限界がpptレベルにまで達することである。SPMEはまたフィールドでの利用で力を発揮する。現地でのサンプリングは科学者以外の者でも行うことが可能である。適切に保管された時、試料は揮発性物質の顕著な損失を伴わずに、実験室において数日後に分析することができる。